# スル・ポンティチェロ
スル・ポンティチェロ（sul ponticello）はヴァイオリン属の弦楽器の特殊奏法の一つ。弓で弦を擦る際、極端に駒寄りを擦って弾くものである。日本人の演奏者の間では「スルポン」と略称されることもある。
弦楽器の演奏において、駒から指板の上の間のどこの弦を擦るかというのは重大な問題の一つである。一般に駒寄りを弾けば強く固い音、指板寄りを弾けば弱く柔らかい音になり、通常演奏者の意図によって選択される。スル・ポンティチェロは、主に作曲者の指示によって極端に駒寄りを弾かせ、基音が少なく倍音の多い異常な音を出させるものである。これは主に近代以降の音楽に多用され、不安定で緊張感を持った表現などに用いられている。演奏者にとっては、誰しも初学者時代に経験した「ガラスをひっかく音」に通じるものであり、嫌われる特殊奏法の一つである。
なお、逆に、極端に指板寄りを弾くものを「スル・タスト（sul tasto）」と言う。

## スル・ポンティチェロの登場する曲の例
- ハイドン - 交響曲第97番
- ベートーヴェン - 弦楽四重奏曲第14番
- レオシュ・ヤナーチェク - 弦楽四重奏曲第1番、弦楽四重奏曲第2番
- シベリウス - エン・サガ
- プロコフィエフ - ヴァイオリン協奏曲第1番、弦楽四重奏曲第2番
- バルトーク - 弦楽四重奏曲[どれ?]
- コダーイ - 無伴奏チェロソナタ
- 小山清茂 - 管弦楽のための木挽歌
- ムソルグスキー - トゥシュマロフ編曲 - 展覧会の絵
- 細川俊夫 - 祈る人